# Arcoverde Futebol Clube
O Arcoverde Futebol Clube é um clube de futebol brasileiro do município de Arcoverde, Pernambuco. Disputou apenas duas edições da Série A2 do Campeonato Pernambucano: 2005 e 2006.

## História
No primeiro ano atuando como time profissional (2005), conseguiu a 3º colocação do seu grupo na primeira fase, avançando para a fase seguinte para poder enfrentar Central e Sete de Setembro. O 1º de Maio, tentando ganhar essa vaga conquistada pela equipe arcoverdense, alegou que esta tinha escalado um jogador irregular. O caso foi parar no TJD-PE e ficou definido que o Arcoverde seria eliminado da competição e o 1º de Maio não herdaria a vaga na 2ª fase. Diante dessa situação, todos os jogos da 2ª fase do Arcoverde foram perdidos por W.O.
Em 2006 a equipe fez uma campanha ruim no campeonato, terminando na vice-lanterna do seu grupo, a frente apenas do Íbis. A partir dessa ocasião, a equipe se licenciou e nunca mais voltou aos gramados.
Em 2016, o clube, em parceria com o Flamengo de Arcoverde, ensaiou um retorno ao futebol profissional com novo escudo cores, mascote e com o nome Arcoverde LW Futebol Clube, mas uma mudança na presidência do Flamengo fez com que o acordo não fosse finalizado, fazendo com que o rival disputasse a Série A2 com um escudo similar ao do Arcoverde FC.

### Retorno ao futebol amador
Em 2017 o clube disputou um campeonato de futebol amador em Arcoverde, promovido por um clube privado e unificou-se com outro time amador da cidade, o São Miguel Futebol Clube, porém obteve duas derrotas nos dois jogos que disputou, sendo desclassificado.

## Desempenho em Competições

### Campeonato Pernambucano - 2ª Divisão
| Ano  | Posição |
| 2005 | 12º     |
| 2006 | 14º     |